# Cantonul Vukovar-Srijem
Cantonul Vukovar-Srijem este una dintre cele 21 unități administrativ-teritoriale de gradul I ale Croației. Are o populație de 204.768 locuitori (2001). Reședința sa este orașul Vukovar. Cuprinde 5 orașe și 26 comune.